# Германн Шпрінгер
Германн Шпрінгер (нім. Hermann Springer, 4 грудня 1908, Цюрих — 12 грудня 1978) — швейцарський футболіст, що грав на позиції півзахисника за клуби «Блю Старз» (Цюрих) та «Грассгоппер», а також національну збірну Швейцарії.
П'ятиразовий чемпіон Швейцарії. Семиразовий володар кубка Швейцарії.

## Клубна кар'єра
У футболі дебютував 1925 року виступами за команду «Блю Старз» (Цюрих), в якій провів дев'ять сезонів. 
1934 року перейшов до клубу «Грассгоппер», за який відіграв 12 сезонів.  Завершив професійну кар'єру футболіста виступами за команду «Грассгоппер» у 1946 році.

## Виступи за збірну
1929 року дебютував в офіційних матчах у складі національної збірної Швейцарії. Протягом кар'єри у національній команді, яка тривала 18 років, провів у її формі 37 матчів, забивши 1 гол.
У складі збірної був учасником чемпіонату світу 1938 року у Франції, де зіграв в обох матчах проти Німеччини (1-1) і (4-2) і проти Угорщини (0-2).
Помер 12 грудня 1978 року на 71-му році життя.

## Статистика виступів

### Статистика виступів у Кубку Мітропи
| №                      | Розіграш               | Стадія                 | Дата та місце проведення | Команда 1              | Рахунок | Команда 2   | Голи |
| ---------------------- | ---------------------- | ---------------------- | ------------------------ | ---------------------- | ------- | ----------- | ---- |
| 1                      | 1937                   | 1/8                    | 13.06.1937, Цюрих        | Грассгоппер            | 4:3     | Простейов   |      |
| 2                      | 1937                   | 1/8                    | 20.06.1937, Простейов    | Простейов              | 2:2     | Грассгоппер |      |
| 3                      | 1937                   | 1/4                    | 4.07.1937, Рим           | Лаціо                  | 6:1     | Грассгоппер |      |
| 4                      | 1937                   | 1/4                    | 11.04.1937, Цюрих        | Грассгоппер            | 3:2     | Лаціо       |      |
| Всього в Кубку Мітропи | Всього в Кубку Мітропи | Всього в Кубку Мітропи | Всього в Кубку Мітропи   | Всього в Кубку Мітропи | 4       |             | 0    |

## Титули і досягнення
- Чемпіон Швейцарії (5):

«Грассгоппер»: 1936-1937, 1938-1939, 1938-1939, 1941-1942, 1944-1945
- Володар кубка Швейцарії (7):

«Грассгоппер»: 1937, 1938, 1940, 1941, 1942, 1943, 1946